# Juliane Köhler
Juliane Köhler (ur. 6 sierpnia 1965 w Getyndze) – niemiecka aktorka, laureatka Srebrnego Niedźwiedzia dla najlepszej aktorki podczas Festiwalu Filmowego w Berlinie za rolę w filmie Aimée & Jaguar.

## Życiorys
Juliane Köhler jest córką aktora teatru lalek. Przez dwa lata studiowała w Schauspielstudio Gmelin w Monachium. Od 1985 do 1988 uczęszczała do szkoły aktorskiej HB Studio Uty Hagen w Nowym Jorku. Aktorka pobierała również lekcje baletu u Danieli Glück w Monachium. Od 1988, kiedy otrzymała angaż w Niedersächsisches Staatstheater w Hanowerze, regularnie występuje w niemieckich teatrach.
W 1993 przeniosła się do Bayerisches Staatsschauspiel w Monachium, gdzie do 1997 należała do zespołu artystycznego. W 1999 wystąpiła w filmie Aimée & Jaguar w reżyserii Maksa Färberböcka, za który otrzymała Srebrnego Niedźwiedzia dla najlepszej aktorki podczas Festiwalu Filmowego w Berlinie. W 2000 aktorka zagrała w filmie Weiser w reżyserii Wojciecha Marczewskiego. Następnie otrzymała angaż do Münchner Kammerspiele. Od jesieni 2001 Juliane Köhler ponownie pracuje w Bayerisches Staatsschauspiel.
W 2001 zagrała u Caroline Link w nagrodzonym Oscarem dla najlepszego filmu nieangielskojęzycznego obrazie Nigdzie w Afryce. Reżyser Oliver Hirschbiegel w 2004 powierzył jej rolę Evy Braun w nominowanym do Oscara filmie Upadek. W 2008 ponownie zagrała u Maksa Färberböcka, występując w jego filmie Kobieta w Berlinie.
Aktorka ma dwie córki.

## Filmografia

### Filmy fabularne
- 2011: Das Blaue vom Himmel jako Sofia Schleier
- 2010: A quiet life jako Renate
- 2009: Keine Ahnung ist tot! jako Elena
- 2009: Eden jest na zachodzie (Eden Is West) jako Christina Lisner
- 2009: Effi Briest jako Luise von Briest
- 2008: Kobieta w Berlinie (Anonyma – Eine Frau in Berlin) jako Elke
- 2008: Adam zmartwychwstały (Adam Resurrected) jako Ruth Edelson
- 2008: Haber jako Clara Haber
- 2008: Listopadowe dziecko (Novemberkind) jako Claire
- 2007: Mondkalb jako Alex Niemann
- 2006: Life Actually jako Katharina ‘Kätzchen’ Krüger
- 2006: Auf ewig und einen Tag jako Pani Luckner
- 2005: Weź swoje życie (Nimm dir dein Leben) jako Mieszczuch
- 2005: The Kaminski Case jako Petra Kaminski
- 2004: Upadek (Der Untergang) jako Ewa Braun
- 2004: Die eine und die andere jako Elaine
- 2003: New Found Land jako Pani Offergeld
- 2002: My First Miracle jako Franziska
- 2001: Nigdzie w Afryce (Nirgendwo in Afrika) jako Jettel Redlich
- 2001: Hood jako Matka
- 2001: Weiser jako Juliana
- 2000: Liebst du mich jako Maria Kranz
- 1999: Kruszynka i Antoś (Annaluise & Anton) jako Bettina Pogge
- 1999: Aimée & Jaguar jako Lilly Wust (Aimée)
- 1998: Busenfreunde 2 – Alles wird gut! jako Jane
- 1998: Nighthawks jako Barbara Stanwyck
- 1997: Koma – Lebendig begraben jako Claire
- 1995: Inzest – Ein Fall für Sina Teufel jako Nathalie Eschenborn
- 1992: Schattenboxer jako Pani Rasselins

### Seriale telewizyjne
- 2010: Eine Frau in Berlin – Anonyma
- 2010: Klimawechsel jako Cornelia Koch
- 2008: Telefon 110 (Polizeiruf 110) jako Ursula
- 2005: Der letzte Zeuge jako Marlene Gramann
- 2001-2009: Tatort jako Petra Odetzki / Greta Buck / Dr Lydia Rosenberg
- 2000: Zwei Brüder jako Agnes Hellmann
- 2000: Bella Block jako Vera Busch

## Nagrody
- Nagroda na MFF w Berlinie Najlepsza aktorka: 1999 Aimée & Jaguar